# Barreirinha
Barreirinha este un oraș în unitatea federativă Amazonas (AM) din Brazilia.